# Karate (Babymetal-Lied)
Karate (jap. カラテ) ist ein Lied der japanischen Metal-Band Babymetal, das Elemente von Nu Metal und Metalcore vereint. Es erschien am 26. Februar 2016 als Single und am 29. März 2016 auf dem zweiten Studioalbum Metal Resistance.

## Veröffentlichung
Das Plattenlabel Toy’s Factory lud am 25. Februar 2016 ein Teaser-Video auf den YouTube-Kanal von Babymetal hoch. Am darauf folgenden Tag war das Lied offiziell als Digital-Single veröffentlicht, wobei es zunächst nur als sofortiger Download bei der Vorbestellung des dazugehörenden Albums im iTunes Store erhältlich war. Drei Wochen später war der Verkauf auf allen Kanälen freigegeben.

## Komposition
Karate ist ein Nu-Metal-Lied mit Metalcore-Elementen, Djent-ähnlichen Riffs und einer eingängigen J-Pop-Melodie, entspricht also einer Variation des von Babymetal geprägten Stils Kawaii Metal. Loudwire bezeichnete das Lied als „in instrumenteller Hinsicht unglaublich bezaubernd, es ist auch total hart. Der Hauptriff sitzt tief unten im Klangspektrum und tuckert schnörkellos djent-artig entlang.“
Gemäß Leadsängerin Suzuka Nakamoto (Su-metal) erinnere Karate ein wenig an das bei ausländischen Fans beliebte Babymetal-Lied Megitsune: „Der Song hat nicht nur Babymetal-Vibes, sondern auch japanische Elemente.“ Moa Kikuchi (Moametal) erklärte, der Liedtext handle davon, niemals aufzugeben und immer vorwärts zu gehen, egal welche Schwierigkeiten ertragen werden müssten. Yui Mizuno (Yuimetal) führte aus, die Choreografie des dazu gehörenden Tanzes sei darauf ausgerichtet worden, die Botschaft des Liedes zu unterstreichen und die Sprachbarriere zu überwinden.

## Rezeption
Von Musikkritikern erhielt Karate überwiegend positive Bewertungen. NPR Music beschrieb das Lied als „eingängig und grandios“, hob insbesondere Nakamotos Gesangsleistung hervor und verglich diese mit der von Evanescence-Leadsängerin Amy Lee. Consequence of Sound hielt es zusammen mit From Dusk Till Dawn für den maßgeblichen Track des Albums. Der New Musical Express lobte das Lied und beschrieb es als „schnell und wild, bis polternde Arpeggio-Gitarren den Rhythmus verändern.“ Loudwire meinte, Karate sei eines der eingängisten Lieder, die Babymetal bisher geschaffen habe.
Am 26. Mai 2016 teilte der Wrestler Triple H auf Twitter mit, dass Karate zusammen mit Paranoia von A Day to Remember zum offiziellen Titellied der WWE-Veranstaltung NXT TakeOver: The End auserkoren worden sei. Die Leser von Loudwire wählten Karate zum besten Metalsong des Jahres 2016.

## Chartplatzierungen
| Charts                                 | Höchste Platzierung |
| -------------------------------------- | ------------------- |
| Japan (Billboard)                      | 17                  |
| USA (Billboard US World Digital Songs) | 2                   |

## Musikvideo
Das Musikvideo entstand unter der Regie von Daisuke Ninomiya, war ab 17. März 2016 auf YouTube zu sehen und wurde bis März 2019 über 48 Millionen Mal angeschaut. NPR Music beschrieb es wie folgt: „Unterstützt von einer Band in dunkelvioletter und schwarzer Kriegerrüstung, kämpft das Trio gegen Kampfsport-Meister sowie Geister in weißen Roben und nietenbesetzten Masken. Nachdem sie kurz niedergestreckt wurden, bäumen sich die drei jungen Frauen wieder auf, machen das Fuchszeichen und ziehen es zu ihrem Herzen. Es ist ein liebevoller Moment, präsentiert mit dem stets präsenten Augenzwinkern. (…) Während frühere Musikvideos die mutmaßliche Albernheit dreier japanischer Mädchen betonten, widerspiegelt die schlichte und stilvolle Bildsprache von Karate eine dramatischere Note.“
Nakamoto beschrieb die Geister in den weißen Roben als repräsentativ für das frühere Ich der drei Mitglieder, mit dem Wunsch, durch den Kampf gegen sich selbst Barrieren niederzureißen und vorwärts zu gehen. Als sie an der Choreografie arbeiteten, schauten die Mitglieder verschiedene Karate-Videos wie zum Beispiel Karate Kid an, um einige der Bewegungen in ihren Tanz zu integrieren.

## Trackliste
| Nr.          | Titel           | Autor(en)    | Länge |
| ------------ | --------------- | ------------ | ----- |
| 1.           | Karate (カラテ) | Yuyoyuppe    | 4:23  |
| Gesamtlänge: | Gesamtlänge:    | Gesamtlänge: | 4:23  |

## Mitwirkende
- Suzuka Nakamoto (Su-Metal): Leadgesang
- Yui Mizuno (Yuimetal): Gesang
- Moa Kikuchi (Moametal): Gesang
- Kei Kobayashi (Kobametal): Executive Producer
- Takehiro Mamiya (Yuyoyuppe): Text, Musik, Arrangement, Abmischung
- Adrian Breakspear: Tonaufnahme
- Watametal: Tonaufnahme